# Aphodius namaquarum
Aphodius namaquarum là một loài bọ cánh cứng trong họ Scarabaeidae. Loài này được Endrodi miêu tả khoa học năm 1980.